# François-Xavier Yombandje
François-Xavier Yombandje (Koumra, 9 de julho de 1956) é o ex-bispo de Bossangoa.
François-Xavier Yombandje foi ordenado sacerdote em 22 de setembro de 1985. 
O Papa João Paulo II o nomeou Bispo de Kaga-Bandoro em 28 de junho de 1997. O arcebispo de Bangui, Joachim N'Dayen, o consagrou bispo em 26 de outubro do mesmo ano; Os co-consagradores foram Matthias N'Gartéri Mayadi, Bispo de Moundou, e Edouard Mathos, Bispo Auxiliar de Bangui.
Em 3 de abril de 2004 foi nomeado Bispo de Bossangoa. Ele renunciou ao cargo em 16 de maio de 2009, depois que uma investigação do Vaticano descobriu que muitos padres locais haviam violado seus votos de castidade, pobreza e obediência. Poucas semanas depois, o arcebispo de Bangui, Paulin Pomodimo, também renunciou.